# Comité Militar de la OTAN

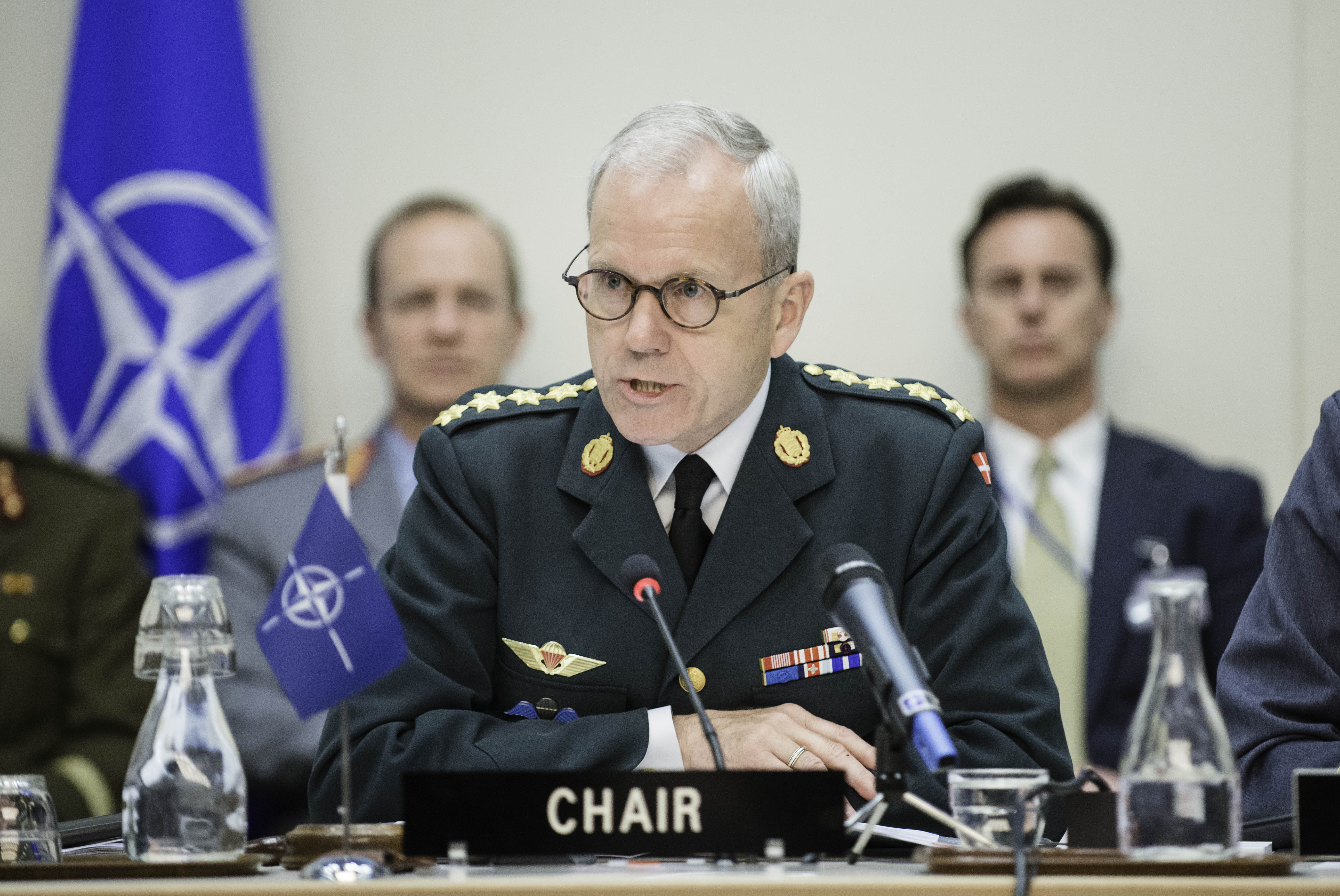
Reunión del Comité Militar de la OTAN en 2014 presidida por el general Knud Bartels.

El Comité Militar de la Organización del Tratado del Atlántico Norte es el órgano de la OTAN compuesto por los jefes del Estado Mayor de los Estados miembros, los oficiales militares de mayor rango en las fuerzas armadas de cada país.
Estos jefes del Estado Mayor nacionales están representados regularmente en el Comité Militar por sus representantes militares permanentes, que generalmente son oficiales de dos o tres estrellas, si bien, al igual que el Consejo del Atlántico Norte, de vez en cuando el Comité Militar también se reúne a un nivel superior, es decir, a nivel de jefes del Estado Mayor.
En ocasiones también se ha invitado en la reuniones y trabajos al Estado Mayor y Comité Militar de la Unión Europea.

## Funciones
El Comité Militar asiste y asesora al Consejo del Atlántico Norte, al Comité de Planificación de la Defensa y al Grupo de Planificación Nuclear en asuntos militares. Su función principal es proporcionar dirección y asesoramiento sobre política y estrategia militar. Proporciona orientación sobre asuntos militares a los comandantes estratégicos de la OTAN, cuyos representantes asisten a sus reuniones, y es responsable de la dirección general de los asuntos militares de la Alianza bajo la autoridad del Consejo. El órgano ejecutivo del Comité Militar es el Estado Mayor Internacional.

## Historia
Establecido en 1949 durante la primera sesión del Consejo en Washington, el Comité Militar es la máxima autoridad militar de la OTAN. Asesora al Consejo del Atlántico Norte y a los dos comandantes estratégicos de la OTAN: el comandante supremo aliado en Europa y el comandante supremo aliado de Transformación.
Hasta 2008, el Comité Militar excluyó a Francia, debido a la decisión de ese país de retirarse de la estructura militar integrada de la OTAN en 1966, a la que se reincorporó en 1995. Hasta que se reincorporó plenamente a la OTAN, Francia no estaba representada en el Comité de Planificación de la Defensa, lo que provocó conflictos entre Francia y otros miembros de la OTAN. Tal fue el caso en el período previo a la Operación Libertad Iraquí.